# Copa Interamericana
De Copa Interamericana of Interamerican Cup is een sinds 1998 opgeheven voetbalbeker waarvoor gestreden werd tussen de winnaar van de Copa Libertadores (Zuid-Amerika) en de winnaar van de CONCACAF Champions Cup (Noord- en Midden-Amerika). De Copa Interamericana werd van 1969 tot en met 1998 met onderbrekingen gehouden.

## Lijst van winnaars
| Jaar | Winnaar                | Runner-Up              |
| ---- | ---------------------- | ---------------------- |
| 1969 | Estudiantes            | Club Toluca            |
| 1972 | Nacional de Montevideo | Cruz Azul              |
| 1973 | Independiente          | CD Olimpia             |
| 1974 | Independiente          | CSD Municipal          |
| 1976 | Independiente          | Atlético Español       |
| 1978 | Club América           | Boca Juniors           |
| 1980 | Olimpia Asunción       | Deportivo FAS          |
| 1981 | Pumas UNAM             | Nacional de Montevideo |
| 1986 | Argentinos Juniors     | Defence Force          |
| 1987 | River Plate            | Alajuelense            |
| 1989 | Nacional de Montevideo | CD Olimpia             |
| 1990 | Atlético Nacional      | Pumas UNAM             |
| 1991 | Club América           | Olimpia Asunción       |
| 1992 | Colo-Colo              | Puebla FC              |
| 1994 | Universidad Católica   | Saprissa               |
| 1996 | Vélez Sarsfield        | Cartaginés             |
| 1997 | Atlético Nacional      | Saprissa               |
| 1998 | DC United              | CR Vasco da Gama       |